# Escila de Megara

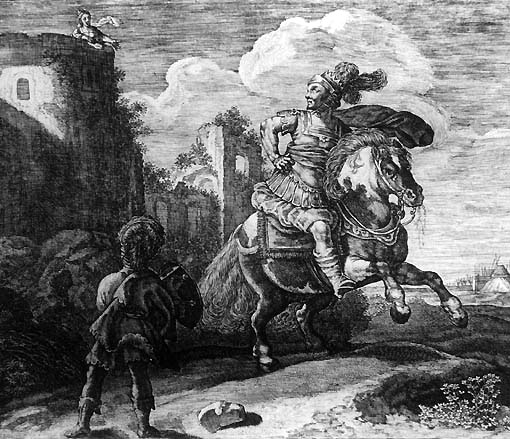
Grabado del siglo XVII en el que se representa a la hija de Niso, Escila de Megara, enamorándose de Minos, enemigo de su padre.

Escila (en griego, Σκύλλα; en latín, Scylla), hija de Niso, rey de Megara, se convirtió en un ave sin identificar llamada ciris.
Ovidio cuenta su historia en Metamorfosis, VIII, 1 - 151:
Minos, rey cretense, asedia la ciudad de Megara, que defiende su rey Niso, cuyo éxito en la guerra estaría asegurado mientras conservara un mechón de cabello de color púrpura que destacaba en su cabeza canosa. La suerte de la guerra era incierta y la campaña se prolongaba.
Desde las murallas, su hija Escila se había acostumbrado a observar los combates y era capaz de reconocer por sus armas a los caudillos cretenses. Llamó su atención muy especialmente el propio Minos, en cuyos gestos encontraba una belleza que la enamoró. 

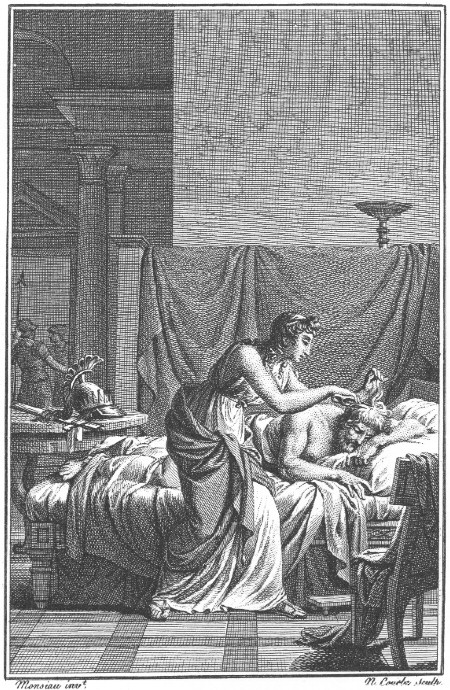
Dibujo de Nicolas-André Monsiau (1754 - 1837) empleado como ilustración de una edición de 1806 de Las metamorfosis: Escila corta el mechón púrpura de Niso.

Escila hubiera deseado incluso no tener padre para poder llevar adelante su pasión. Hasta tal extremo llegó que estaba dispuesta a traicionar a los suyos para conseguir a Minos.
De noche se desliza hasta Niso dormido. Corta el mechón de pelo purpúreo garante del destino de su padre, sale con él de las murallas y llega hasta el rey enemigo, al que acaba de entregar la victoria. 
Queda Minos horrorizado por la traición, rechaza a la joven y, tras imponer un tratado justo a los vencidos, se hace a la mar con la flota. 
En vano invoca, suplica y se enfurece Escila. Desesperada se aferra a la popa de la nave de Minos. Su padre, que se había convertido en águila marina, se lanza contra ella con intención de herirla. Suelta ella su asidero y, cuando cree que va a caer al mar, nota que se sostiene en el aire, que se ha convertido en ave.
Ovidio relaciona el nombre de ciris de este pájaro con la acción de cortar el cabello, es decir con el verbo griego keíro (κείρω).
En memoria de la desdichada Escila, el naturalista Linneo dio el nombre científico de Passerina ciris al escribano de siete colores.